# 黃履旋
黃履旋（1514年—？），字性之，號于陽，福建福州府侯官縣人，民籍，明朝政治人物。

## 生平
嘉靖二十五年（1546年）丙午科福建鄉試第三十四名舉人，二十六年（1547年）中式丁未科會試第二百十六名，三甲第七十一名進士。吏部觀政，授江西安福縣知縣，调泰和县，升兗州府同知、户部员外郎、荆府左長史。

## 家族
曾祖黃鑑；祖父黃亨，巡檢；父黃繼文，母彭氏。